# Saison 2013-2014 du Borussia Dortmund
Maillots
Chronologie
Saison précédente Saison suivante
La saison 2014-2015 du Borussia Dortmund est la 105e du club. Il est impliqué dans trois compétitions : la Bundesliga, la DFB Pokal et la Ligue des champions.

## Saison
La saison est marquée par la victoire en Supercoupe d'Allemagne du Borussia face au rival du Bayern Munich (4-2). En championnat, Dortmund se classe 2e derrière Munich, comptant 19 points de retard sur les bavarois. Les jaunes et noirs s'inclinent en finale de la Coupe d'Allemagne face au Bayern Munich. En Ligue des champions, les allemands atteignent les quarts de finale, éliminant notamment le Zenit Saint-Pétersbourg, mais se font éliminer par le Real Madrid malgré une victoire au match retour (3-0, 0-2).

## Statistiques

### Classement en championnat
| Rang | Équipe                   | Pts | J  | G  | N  | P  | Bp | Bc | Diff |
| ---- | ------------------------ | --- | -- | -- | -- | -- | -- | -- | ---- |
| 1    | Bayern Munich'T'C        | 90  | 34 | 29 | 3  | 2  | 94 | 23 | +71  |
| 2    | Borussia DortmundS       | 71  | 34 | 22 | 5  | 7  | 80 | 38 | +42  |
| 3    | Schalke 04               | 64  | 34 | 19 | 7  | 8  | 63 | 43 | +20  |
| 4    | Bayer Leverkusen         | 61  | 34 | 19 | 4  | 11 | 60 | 41 | +19  |
| 5    | VfL Wolfsburg            | 60  | 34 | 18 | 6  | 10 | 63 | 50 | +13  |
| 6    | Borussia Mönchengladbach | 55  | 34 | 16 | 7  | 11 | 59 | 43 | +16  |
| 7    | 1. FSV Mayence 05        | 53  | 34 | 16 | 5  | 13 | 52 | 54 | -2   |
| 8    | FC Augsbourg             | 52  | 34 | 15 | 7  | 12 | 47 | 47 | 0    |
| 9    | TSG 1899 Hoffenheim      | 44  | 34 | 11 | 11 | 12 | 72 | 70 | +2   |
| 10   | Hanovre 96               | 42  | 34 | 12 | 6  | 16 | 46 | 59 | -13  |
| 11   | Hertha BSC BerlinP       | 41  | 34 | 11 | 8  | 15 | 40 | 48 | -8   |
| 12   | Werder Brême             | 39  | 34 | 10 | 9  | 15 | 42 | 66 | -24  |
| 13   | Eintracht Francfort      | 36  | 34 | 9  | 9  | 16 | 40 | 57 | -17  |
| 14   | SC Fribourg              | 36  | 34 | 9  | 9  | 16 | 43 | 61 | -18  |
| 15   | Vfb Stuttgart            | 32  | 34 | 8  | 8  | 18 | 49 | 62 | -13  |
| 16   | Hambourg SV              | 27  | 34 | 7  | 6  | 21 | 51 | 75 | -24  |
| 17   | 1. FC Nuremberg          | 26  | 34 | 5  | 11 | 18 | 37 | 70 | -33  |
| 18   | Eintracht BrunswickP     | 25  | 34 | 6  | 7  | 21 | 29 | 60 | -31  |

Qualifications européennes
Ligue des Champions 2014-2015
- 1er 2e et 3e : phase de groupes
- 4e : tour de barrages pour non-champions

Ligue Europa 2014-2015
- 5e  : phase de groupes
- 6e : tour de barrages
- 7e : 3e tour de qualification

Relégation
- 16e : barrages de relégation en 2. Bundesliga
- 17e et 18e : relégation en 2. Bundesliga

Abréviations
T : Tenant du titre

C : Vainqueur de la DFB-Pokal 2013-2014

S : Vainqueur de la DFL-Supercup 2013

P : Promus de 2. Bundesliga

### Parcours en compétition européenne

#### Classement
| Rang | Équipe                 | Pts | J | G | N | P | Bp | Bc | Diff |  | Résultats (▼ dom., ► ext.) | Drapeau de l'Allemagne | Drapeau de l'Angleterre | Drapeau de l'Italie | Drapeau de la France |
| ---- | ---------------------- | --- | - | - | - | - | -- | -- | ---- |  | -------------------------- | ---------------------- | ----------------------- | ------------------- | -------------------- |
| 1    | Borussia Dortmund      | 12  | 6 | 4 | 0 | 2 | 11 | 6  | +5   |  | Borussia Dortmund          |                        | 0-1                     | 3-1                 | 3-0                  |
| 2    | Arsenal                | 12  | 6 | 4 | 0 | 2 | 8  | 5  | +3   |  | Arsenal                    | 1-2                    |                         | 2-0                 | 2-0                  |
| 3    | SSC Naples             | 12  | 6 | 4 | 0 | 2 | 10 | 9  | +1   |  | SSC Naples                 | 2-1                    | 2-0                     |                     | 3-2                  |
| 4    | Olympique de Marseille | 0   | 6 | 0 | 0 | 6 | 5  | 14 | -9   |  | Olympique de Marseille     | 1-2                    | 1-2                     | 1-2                 |                      |

Source : uefa.com

### Meilleurs buteurs du club
Inclut uniquement les matches officiels.
| R | Pos | Nat | Nom                       | Bundesliga | DFB Pokal | Ligue des champions | Supercoupe | Total |
| - | --- | --- | ------------------------- | ---------- | --------- | ------------------- | ---------- | ----- |
| 1 | ATT |     | Robert Lewandowski        | 20         | 2         | 6                   | 0          | 28    |
| 2 | MIL |     | Marco Reus                | 16         | 0         | 5                   | 2          | 23    |
| 3 | ATT |     | Pierre-Emerick Aubameyang | 13         | 2         | 1                   | 0          | 16    |
| 4 | MIL |     | Henrikh Mkhitaryan        | 9          | 2         | 2                   | 0          | 13    |
| 5 | MIL |     | Miloš Jojić               | 4          | 0         | 0                   | 0          | 4     |
| 6 | ATT |     | Jakub Błaszczykowski      | 2          | 0         | 1                   | 0          | 3     |
| 6 | ATT |     | Jonas Hofmann             | 3          | 0         | 0                   | 0          | 3     |
| 6 | DEF |     | Łukasz Piszczek           | 3          | 0         | 0                   | 0          | 3     |
| 6 | DEF |     | Kevin Großkreutz          | 1          | 1         | 1                   | 0          | 3     |
| 7 | MIL |     | Nuri Şahin                | 2          | 0         | 0                   | 0          | 2     |
| 7 | DEF |     | Mats Hummels              | 2          | 0         | 0                   | 0          | 2     |
| 7 | DEF |     | Sebastian Kehl            | 1          | 0         | 1                   | 0          | 2     |
| 8 | MIL |     | İlkay Gündoğan            | 0          | 0         | 0                   | 1          | 1     |
| 8 | ATT |     | Marvin Ducksch            | 0          | 1         | 0                   | 0          | 1     |
| 8 | DEF |     | Marcel Schmelzer          | 1          | 0         | 0                   | 0          | 1     |
| 8 | DEF |     | Sokratis                  | 1          | 0         | 0                   | 0          | 1     |
| 8 | ATT |     | Julian Schieber           | 0          | 0         | 1                   | 0          | 1     |
| 8 | MIL |     | Sven Bender               | 1          | 0         | 0                   | 0          | 1     |
| 8 | DEF |     | Manuel Friedrich          | 1          | 0         | 0                   | 0          | 1     |
|   |     |     | Totaux                    | 80         | 8         | 18                  | 3          | 109   |

## Titre
- Vainqueur de la Supercoupe d'Allemagne 2013.

## Transferts

### Arrivées
| Poste | Joueur                    | En provenance de     | Montant | Date  | Source |
| ----- | ------------------------- | -------------------- | ------- | ----- | ------ |
| MIL   | Henrikh Mkhitaryan        | Shakhtar Donetsk     | 25 M€   | Été   | [ 5 ]  |
| ATT   | Pierre-Emerick Aubameyang | AS Saint-Etienne     | 13 M€   | Été   | [ 6 ]  |
| DEF   | Sokrátis Papastathópoulos | Werder Brême         | 9,5 M€  | Été   | [ 7 ]  |
| MIL   | Miloš Jojić               | FK Partizan Belgrade | 2,5 M€  | Hiver | [ 8 ]  |

### Départs
| Poste | Joueur            | Destination   | Montant               | Date | Source |
| ----- | ----------------- | ------------- | --------------------- | ---- | ------ |
| MIL   | Mario Götze       | Bayern Munich | 37 M€                 | Été  | [ 9 ]  |
| MIL   | Moritz Leitner    | VfB Stuttgart | Prêt (durée de 2 ans) | Été  | [ 10 ] |
| DEF   | Felipe Santana    | Schalke 04    | 1 M€                  | Été  | [ 11 ] |
| MIL   | Julian Koch       | Mayence       |                       | Été  |        |
| ATT   | Daniel Ginczek    | Nuremberg     |                       | Été  | [ 12 ] |
| DEF   | Patrick Owomoyela | Aucun         | Libre                 | Été  |        |